# Harmonia doris-nilesiae
Harmonia doris-nilesiae là một loài thực vật có hoa trong họ Cúc. Loài này được (T.W.Nelson & J.P.Nelson) B.G.Baldwin mô tả khoa học đầu tiên năm 1999.